# 네이트 월터스

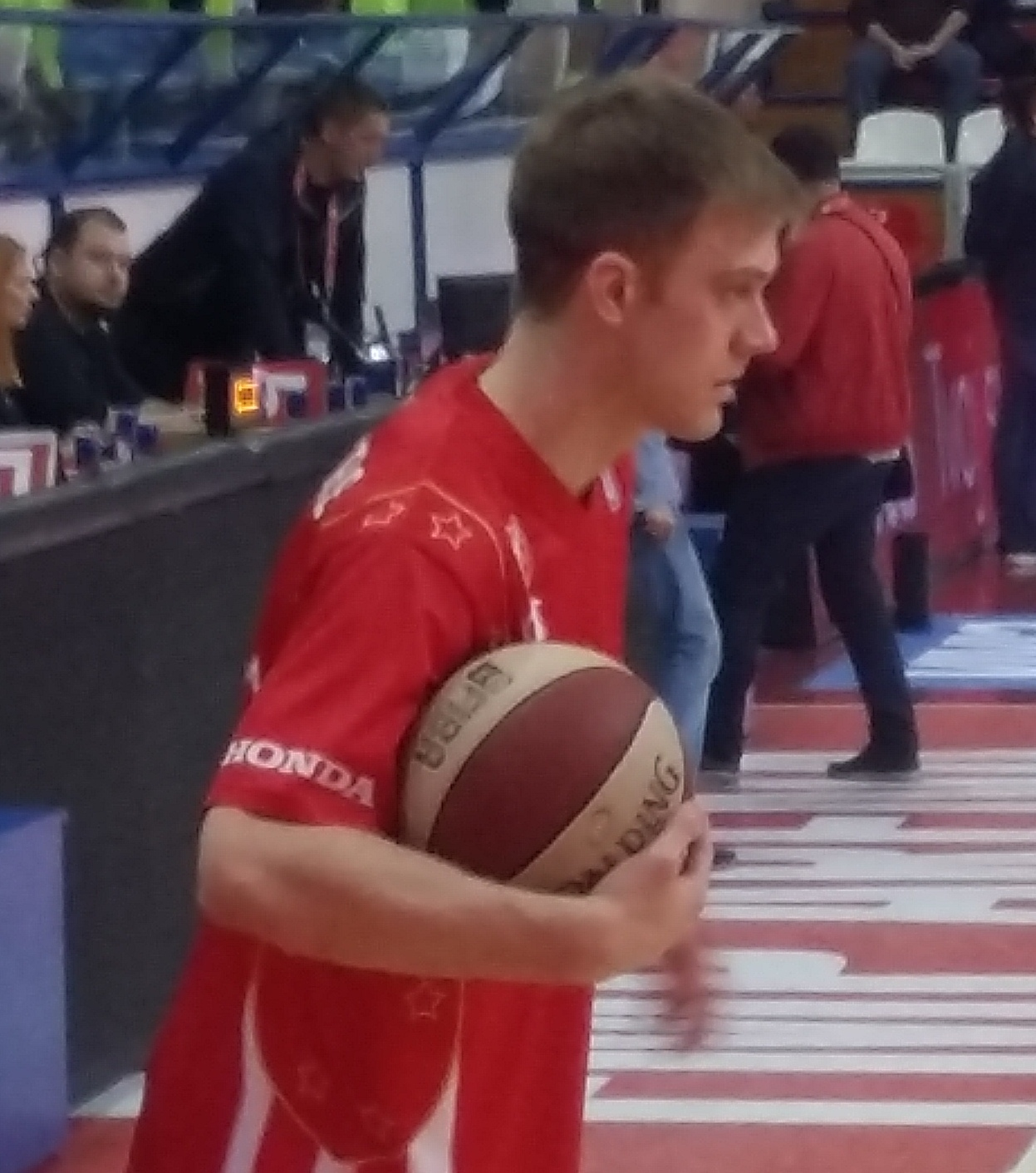

네이트 월터스(영어: Nate Wolters, 1991년 5월 15일 ~ )는 미국의 농구 선수이자 미국 프로 농구 밀워키 벅스 선수이다. 미네소타주 출신으로 사우스다코타 주립대학교를 졸업하고, 2013년 NBA 드래프트에서 2라운드 전체 38순위의 지명을 받았다.

## NBA 선수 시절
월터스는 2013년 NBA 드래프트에서 워싱턴 위저즈의 2라운드 전체 38순위 지명을 받는다. 이후 필라델피아 세븐티식서스를 거쳐 밀워키 벅스로 트레이드 된다.